# Harry Atwater

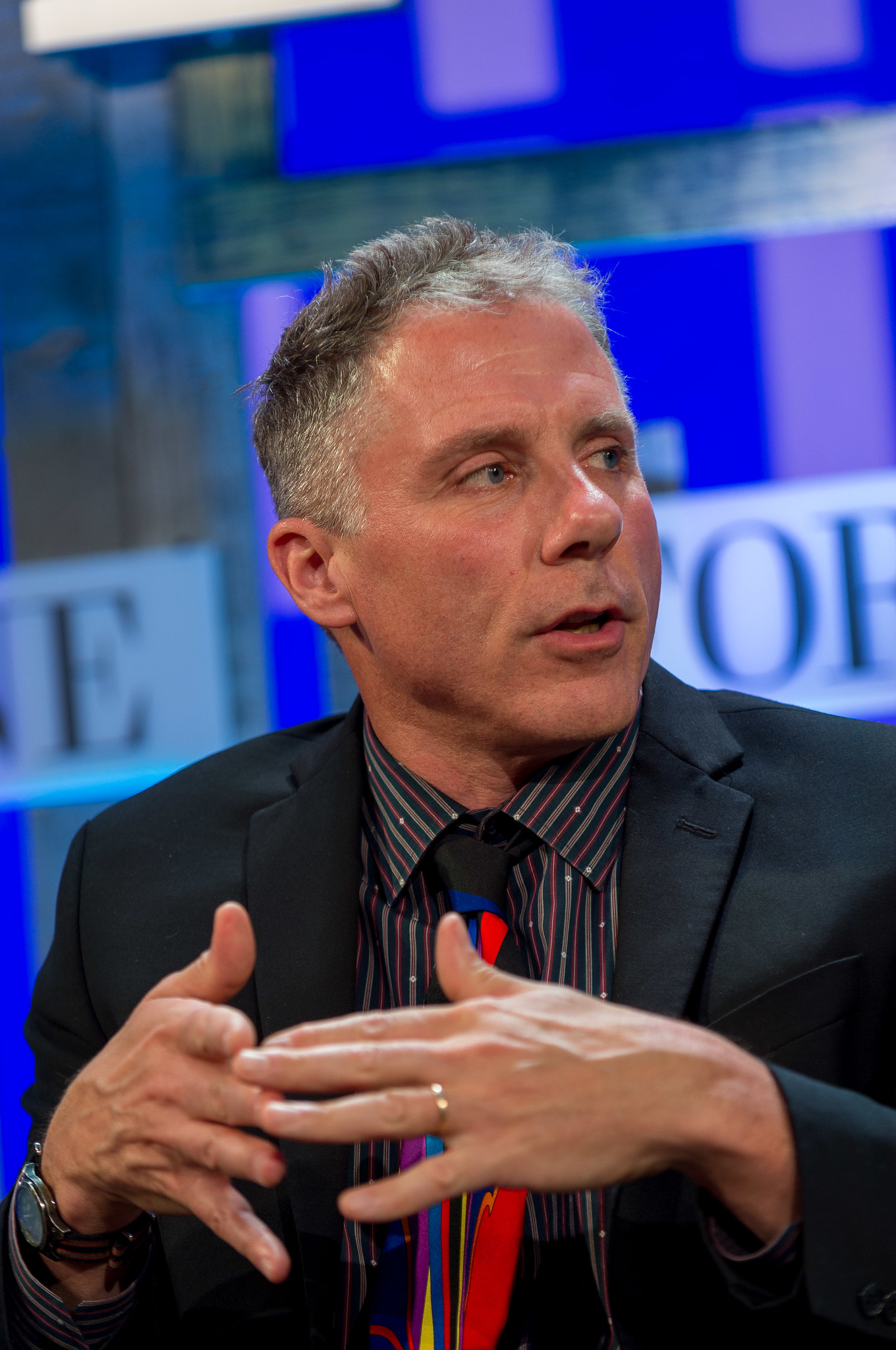
Harry Atwater

 Harry Albert Atwater (* 22. Januar 1960) ist ein US-amerikanischer Physiker.
Atwater studierte am Massachusetts Institute of Technology mit dem Bachelor-Abschluss 1981, dem Master-Abschluss 1983 und der Promotion 1987. Als Post-Doktorand war er IBM Postdoctoral Fellow an der Harvard University. Seit 1988 forscht und lehrt er am Caltech. Er ist dort Howard Hughes Professor für angewandte Physik und Materialwissenschaften.
Atwater ist Gründer des Resnick Sustainability Institute am Caltech und ist Direktor des DOE Joint Center for Artificial Photosynthesis.
Er befasst sich mit Nanophotonik und Plasmonik (2001 gab er diesem Forschungsgebiet den Namen) insbesondere für Solarenergie-Konversion und entwickelte neuartige Solarzellen (Solarzellen mit Silizium-Mikrodrähten, Silicon Wire Array Solar Cell) und Fabrikationsmethoden für Tandem-Solarzellen mit III-V-Verbindungshalbleitern (Galliumarsenid). Er ist Mitgründer der Firma für Photovoltaik Alta Devices in Santa Clara. Atwater veröffentlichte rund 450 wissenschaftliche Arbeiten und hält 48 Patente (Stand September 2018). Er gehört zu den ISI Highly Cited Researchers.
2014 erhielt er den Julius-Springer-Preis für angewandte Physik mit Albert Polman (vom AMOLF in Amsterdam) für Pionierleistungen in der Plasmonik und neuen nanophotonischen Wegen zu ultrahoher Effizienz in der Solarenergie-Konversion (Laudatio). Insbesondere waren sie Pioniere in der Nutzung metallischer Nanostrukturen mit Oberflächenplasmonen, die es erlauben Licht auf der Nanoebene zu kontrollieren und in der Verwendung optischer Nanostrukturen in der Photovoltaik.
1989 erhielt er einen Presidential Young Investigator Award der National Science Foundation. 2013 wurde er Mitglied der Königlich Niederländischen Akademie der Wissenschaften.  2012 erhielt er den ENI Prize for Renewable and Nonconventional Energy und den SPIE Green Photonics Award, 2010 war er MRS Kavli Lecturer in Nanoscience und erhielt den Popular Mechanics Breakthrough Award. Für 2021 wurde Atwater der Von Hippel Award zugesprochen.
Er ist Gründungsherausgeber der Zeitschrift ACS Photonics und er ist Mitherausgeber des IEEE Journal of Photovoltaics.
2006 gründete er die Gordon Research Conference für Plasmonik.

## Schriften (Auswahl)
- mit S. A. Maier u. a.: Plasmonics—a route to nanoscale optical devices, Advanced Materials, Band 13, 2001, S. 1501–1505
- mit S. A. Maier u. a.: Local detection of electromagnetic energy transport below the diffraction limit in metal nanoparticle plasmon waveguides, Nature Materials, Band 2, 2003, S. 229
- mit B. M. Kayes, N. S. Lewis: Comparison of the device physics principles of planar and radial junction nanorod solar cells, Journal of Applied Physics, Band 97, 2005, S. 114302
- mit S. A. Maier: Plasmonics: Localization and guiding of electromagnetic energy in metal/dielectric structures, Journal of Applied Physics, Band 98, 2005, S. 10
- mit J. A. Dionne, L. A. Sweatlock, A. Polman: Plasmon slot waveguides: Towards chip-scale propagation with subwavelength-scale localization, Phys. Rev. B, Band 73, 2006, S. 035407
- mit J. A. Dionne, Henri Lezec: Negative Refraction at Visible Frequencies, Science, Band 316, 2007, S. 430
- mit D. Pacifici, Henri Lezec: All-optical Modulation by Plasmonic Excitation of CdSe Quantum Dots, Nature Photonics, Band 1, 2007, S. 402
- The promise of plasmonics, Scientific American, Band 296, 2007, Nr. 4, S. 56–62
- mit H. Lezec, D. Pacifici, L. A. Sweatlock, R. J. Walters: Universal Optical Transmission Features in Periodic and Quasiperiodic Hole Arrays, Optics Express, Band 16, 2008, S. 9222
- mit M. Kuttge, H. Lezec, E. J. R. Vesseur, A. F. Koenderink, F. J. Garcia de Abajo, A. Polman: Local density of states, spectrum, and far-field interference of surface plasmon polaritons probed by cathodoluminescence, Physical Review B, Band 79, 2009, S. 113405
- mit Albert Polman: Plasmonics for improved photovoltaic devices, Nature Materials, Band 9, 2010, S. 205
- mit M. D. Kelzenberg u. a.: Enhanced absorption and carrier collection in Si wire arrays for photovoltaic applications, Nature Materials, Band 9, 2010, S. 239
- mit K. Aydin u. a.: Broadband polarization-independent resonant light absorption using ultrathin plasmonic super absorbers, Nature Communications, Band 2, 2011, S. 517